# Майк Буллард
Майк Буллард (англ. Mike Bullard, нар. 10 березня 1961, Оттава) — колишній канадський хокеїст, що грав на позиції центрального нападника. Грав за збірну команду Канади.
Провів понад 700 матчів у Національній хокейній лізі. 

## Ігрова кар'єра
Хокейну кар'єру розпочав 1978 року.
1980 року був обраний на драфті НХЛ під 9-м загальним номером командою «Піттсбург Пінгвінс». 
Протягом професійної клубної ігрової кар'єри, що тривала 24 років, захищав кольори команд «Піттсбург Пінгвінс», «Калгарі Флеймс», «Сент-Луїс Блюз», «Філадельфія Флаєрс», «Торонто Мейпл-Ліфс», «Ландсгут», «Айсберен Берлін», «Швеннінгер» та ХК «Гайльброннер».
Загалом провів 767 матчів у НХЛ, включаючи 40 ігор плей-оф Кубка Стенлі.
Виступав за збірну Канади.

## Тренерська робота
Тренував австрійський клуб ХК «Грац 99-ерс» та німецькі клуби ХК «Кауфбойрен», ХК «Кріммічау» та «Москітос Ессен».

## Нагороди та досягнення
- Бронзовий призер чемпіонату світу 1986.
- Учасник матчу усіх зірок ДЕЛ — 1998, 1999, 2001, 2002.

## Статистика
| Сезон        | Клуб                    | Ліга         | Регулярний сезон | Регулярний сезон | Регулярний сезон | Регулярний сезон | Регулярний сезон | Плей-оф | Плей-оф | Плей-оф | Плей-оф | Плей-оф |
| Сезон        | Клуб                    | Ліга         | І                | Г                | П                | О                | ШХ               | І       | Г       | П       | О       | ШХ      |
| ------------ | ----------------------- | ------------ | ---------------- | ---------------- | ---------------- | ---------------- | ---------------- | ------- | ------- | ------- | ------- | ------- |
| 1978–79      | «Брантфорд Александерс» | ОХЛ          | 66               | 43               | 56               | 99               | 66               | —       | —       | —       | —       | —       |
| 1979–80      | «Брантфорд Александерс» | ОХЛ          | 66               | 66               | 84               | 150              | 86               | —       | —       | —       | —       | —       |
| 1980–81      | «Брантфорд Александерс» | ОХЛ          | 42               | 47               | 60               | 107              | 55               | —       | —       | —       | —       | —       |
| 1980–81      | «Піттсбург Пінгвінс»    | НХЛ          | 15               | 1                | 2                | 3                | 19               | 4       | 3       | 3       | 6       | 0       |
| 1981–82      | «Піттсбург Пінгвінс»    | НХЛ          | 75               | 36               | 27               | 63               | 91               | 5       | 1       | 1       | 2       | 4       |
| 1982–83      | «Піттсбург Пінгвінс»    | НХЛ          | 57               | 22               | 22               | 44               | 60               | —       | —       | —       | —       | —       |
| 1983–84      | «Піттсбург Пінгвінс»    | НХЛ          | 76               | 51               | 41               | 92               | 57               | —       | —       | —       | —       | —       |
| 1984–85      | «Піттсбург Пінгвінс»    | НХЛ          | 68               | 32               | 31               | 63               | 75               | —       | —       | —       | —       | —       |
| 1985–86      | «Піттсбург Пінгвінс»    | НХЛ          | 77               | 41               | 42               | 83               | 69               | —       | —       | —       | —       | —       |
| 1986–87      | «Піттсбург Пінгвінс»    | НХЛ          | 14               | 2                | 10               | 12               | 17               | —       | —       | —       | —       | —       |
| 1986–87      | «Калгарі Флеймс»        | НХЛ          | 57               | 28               | 26               | 54               | 34               | 6       | 4       | 2       | 6       | 2       |
| 1987–88      | «Калгарі Флеймс»        | НХЛ          | 79               | 48               | 55               | 103              | 68               | 6       | 0       | 2       | 2       | 6       |
| 1988–89      | «Сент-Луїс Блюз»        | НХЛ          | 20               | 4                | 12               | 16               | 46               | —       | —       | —       | —       | —       |
| 1988–89      | «Філадельфія Флаєрс»    | НХЛ          | 54               | 23               | 26               | 49               | 60               | 19      | 3       | 9       | 12      | 32      |
| 1989–90      | «Філадельфія Флаєрс»    | НХЛ          | 70               | 27               | 37               | 64               | 67               | —       | —       | —       | —       | —       |
| 1990–91      | «Амбрі-Піотта»          | ЧШ           | 41               | 41               | 37               | 78               | 0                | —       | —       | —       | —       | —       |
| 1991–92      | «Торонто Мейпл-Ліфс»    | НХЛ          | 65               | 14               | 14               | 28               | 42               | —       | —       | —       | —       | —       |
| 1993–94      | «Ландсгут»              | 1 Бундесліга | 44               | 37               | 26               | 63               | 45               | —       | —       | —       | —       | —       |
| 1994–95      | «Ландсгут»              | ДХЛ          | 38               | 22               | 43               | 65               | 83               | 18      | 17      | 10      | 27      | 28      |
| 1995–96      | «Ландсгут»              | ДХЛ          | 50               | 29               | 41               | 70               | 56               | —       | —       | —       | —       | —       |
| 1996–97      | «Ландсгут»              | ДХЛ          | 47               | 19               | 51               | 70               | 69               | —       | —       | —       | —       | —       |
| 1997–98      | «Ландсгут»              | ДХЛ          | 45               | 12               | 24               | 36               | 63               | —       | —       | —       | —       | —       |
| 1998–99      | «Айсберен Берлін»       | ДХЛ          | 50               | 21               | 30               | 51               | 58               | —       | —       | —       | —       | —       |
| 1999–00      | «Айсберен Берлін»       | ДХЛ          | 54               | 21               | 25               | 46               | 71               | —       | —       | —       | —       | —       |
| 2000–01      | «Швеннінгер»            | ДХЛ          | 44               | 20               | 20               | 40               | 32               | —       | —       | —       | —       | —       |
| 2001–02      | «Швеннінгер»            | ДХЛ          | 48               | 19               | 14               | 33               | 32               | —       | —       | —       | —       | —       |
| 2002–03      | «Швеннінгер»            | ДХЛ          | 10               | 5                | 5                | 10               | 6                | —       | —       | —       | —       | —       |
| 2002–03      | ХК «Гайльброннер»       | 2 Бундесліга | 28               | 7                | 13               | 20               | 39               | —       | —       | —       | —       | —       |
| Усього в НХЛ | Усього в НХЛ            | Усього в НХЛ | 727              | 329              | 345              | 674              | 705              | 40      | 11      | 17      | 28      | 44      |